# Кемебайколь
Кемебайколь (каз. Кемебайкөл) — озеро в Фёдоровском районе Костанайской области Казахстана. Находится в 10 км к юго-востоку от посёлка Костычевка.
По данным топографической съёмки, площадь поверхности озера составляет 4,11 км². Наибольшая длина озера — 3,4 км, наибольшая ширина — 1,7 км. Длина береговой линии составляет 12 км, развитие береговой линии — 1,65. Озеро расположено на высоте 207,9 м над уровнем моря.